# Mataura (Nouvelle-Zélande)
La ville de Mataura est une localité de la région du Southland, située dans l’Île du Sud de la Nouvelle-Zélande.

## Situation
La ville est située sur le trajet de la route nationale 1 et sur la ligne de chemin de fer de la ligne principale du Sud (en), sur la bordure est de la plaine du Southland (en) à 13 kilomètres au sud-ouest de la ville de Gore et à 53 kilomètres au nord-est de celle d’Invercargill.
Au sud de la ville, la route State Highway 96 (en) diverge de la SH 1 et court vers l’ouest à travers différentes communes telles que Te Tipua et Waitane, se terminant finalement au niveau de la ville d' Ohai. La ville se développe de part et d'autre du fleuve Mataura, qui s’écoule vers le sud à travers la ville et qui est riche en truites brunes.
À la limite nord de la ville, la rivière tombe dans un lit de sable en passant sur une chute de 6,1 mètres (soit 20 ft) de haut pour former les Mataura Fall, qui étaient connus par les peuples maori sous le nom de Te Aunui (le grand courant).
Autour, le terrain grimpe vers les collines de Hokonui Hills (en) situées à 13 km vers le nord-ouest, alors qu’à l’est on trouve une série de collines beaucoup plus basses.

## Population
La population de la ville était de 1 560 habitants lors du recensement de 2006 en Nouvelle-Zélande.
Ceci est à comparer avec la population de 1 715 habitants en 1951 et 2 085 résidents en 1961.

## Histoire
Alors qu’il n’y avait pas de village maori permanent, avant l’arrivée des européens, le lieu était bien connu des Maori pour sa richesse en lamproies (qu’ils appelaient kana kana) surtout en octobre de chaque année, lorsqu’elles franchissent les chutes.
L’installation maori la plus proche était le kaik (village non fortifié) de "Tuturau", qui était située près de la berge est du fleuve Mataura à 3,2 km en aval de la ville actuelle.
En 1836, ce village fut la scène du dernier acte des guerres maories dans l’Île du Sud. Un parti de la guerre d’approximativement 70 membres, des tribus de Ngāti Tama (en) et des Te Āti Awa, sous le commandement de ‘Te Puoho’, chef de la tribu des Ngati Tama et un allié de Te Rauparaha, attaquèrent et occupèrent le village, qui fut plus tard repris par la tribu Ngāi Tahu sous la houlette de Hone Tuhawaiki (en) (chef suprême des Ngāi Tahu) et Te Matenga Taiaroa, qui étaient à Bluff, quand la nouvelle de la présence du parti de la guerre dans le Southland leur parvint ,.

### Arrivée des Européens
En 1854, le bloc des terres de Murihiku (en) (qui comprenait le secteur de Mataura) fut acheté à un Maori local par le "Conseil de la Province d’Otago", avec l’objectif de le développer pour l’installation des immigrants venant de Grande-Bretagne.
À cette époque, les déplacements entre les régions du Southland et d’Otago passaient par le secteur de Mataura du fait de la présence du gué de "Tuturau" localisé à environ 3,2 km en aval des chutes et du gué du nord, qui était localisé approximativement à 1,6 km (0,9941939072 mi) en amont des chutes.
Vers 1856, le "Otago Provincial Council" avait reconnu que si le développement devait succéder à la mise en place d’un ferry, celui-ci devait être établi au niveau des chutes pour permettre du transport direct par terre entre les villes de Dunedin et d’Invercargill.
À cette époque, la seule alternative à la route était de passer par la mer, le long de la dangereuse côte sud.

### Premier pont
En 1859 , le "Gouvernement Provincial d’Otago" construisit un pont en structure de treillis en bois, qui s’appuyait sur un gros rocher situé au milieu des chutes mais qui n’était accessible que pour le trafic pédestre alors que les gros animaux et les véhicules étaient contraints à la traversée par le ferry.
Comme le pont était toujours humide et glissant du fait de la pulvérisation provenant des chutes d’eau, la surface de ces chutes fut reculée à l’aide de dynamite, ce qui déplaça les chutes plus en amont.
Ce travail, qui endommagea l’aspect des chutes, fut réalisé en vain, car le pont fut totalement détruit par une inondation majeure survenue le 22 avril 1861.
Pour encourager l’utilisation du pont, le conseil avait aussi construit le "Mataura Ferry Hotel" sur la berge ouest de la rivière.
Celui-ci fut loué à John MacGibbon qui, avec sa famille, furent les premiers habitants du village et en contrepartie de son contrat de location de 7 ans avait obtenu le droit de percevoir un péage auprès de toute personne traversant la rivière sur une longueur d'un mile en amont et en aval des chutes.
À cette époque, les seuls autres Européens vivant dans le secteur étaient John Turnbull, qui possédait le "Tuturau Run" et la famille Shanks, qui possédait "Marairua Run".
La perte du pont signifia que les voyageurs revinrent à l’usage du ferry, qui avait été établi au nord des chutes.
En 1866, James Pollack gagna l’appel d'offres pour la location du "Mataura Ferry Hotel" et offrit de construire un pont de remplacement en retour contre le droit de péage pour une durée de 12 ans.

### Deuxième pont
Son offre fut déclinée par le Gouvernement provincial d’Otago, qui construisit lui-même un pont suspendu de remplacement, qui fut ouvert le 27 août 1868.
Traversant la gorge en aval des chutes, il était formé d’une structure en bois plus substantielle, avec 16 câbles supportant le tablier, passant au-dessus de piliers en pierres et qui purent être ancrés dans le rocher  .
Une passerelle piétonnière y fut ajoutée en 1898 .
En réponse au commencement de la construction du nouveau pont, James Pollack construisit le "Bridge Hotel" sur la berge est de la rivière en regard du pont et vendit le "Mataura Ferry Hotel".
Il fit aussi une pétition au gouvernement pour entreprendre le premier arpentage du lieu, qui ensuite devint la ville de "Mataura Bridge".
En tant qu'arrêt majeur de la diligence sur la route allant de Dunedin à Invercargill, le pont attira rapidement un certain nombre d’hommes d’affaires, qui s’installèrent sur la berge est autour de la zone appelée "Bridge Square".
La construction de la ligne du télégraphe entre Dunedin et Invercargill, qui passait à travers la ville conduisit à l’établissement en décembre 1868 du premier bureau de poste et télégraphe de la vallée de Mataura.
Ceci consolida la position du village comme un hub majeur pour les transports et les communications.
Cela en retour conduisit à attirer plus d’hommes d’affaires et à faire devenir le village un centre de service majeur pour la région.
Il en résulta la croissance de l’école, qui avait été fondée en 1870.
Le déplacement de l’ancien hôtel "Mataura Ferry Hotel" (maintenant renommé "Cameron’s Hotel") en aval dans une localisation sur la berge ouest, où il était plus à même d’assurer le trafic passant par la ville, initia le développement de cette berge ouest, qui fut aidé par l’arpentage de l’ouest et du nord de Mataura en 1874.

### Le chemin de fer
En 1875, une ligne de chemin de fer fut construite à partir de la ville de Gore en direction de Mataura, qui en conjonction avec l’établissement de l’usine de "Mataura Paper Mill" aida la ville à évoluer et à se développer dans le sens d’un centre industriel majeur dans l’est de la région du Southland.
La gare de chemin de fer de 1921 a été inscrite sur la liste de NZHPT Category II depuis 1996.
C’est un bâtiment de type station standard de classe B (en), formé de planchéiages et d’ardoises.

### Remplacement du pont
Vers 1930, l’étroitesse du pont, qui restreignait la circulation à une seule direction à la fois et sa construction légère étaient devenues inadéquates pour l’augmentation du trafic et du poids des charges transportées.
Il en résulta la construction d’un nouveau pont par le Ministère des Travaux immédiatement en amont du pont suspendu (qui fut dès lors démoli) et le nouveau pont fut inauguré en juillet 1939 par Bob Semple, le Ministre des Travaux Publics.
C’était une arche à simple enjambée en béton armé de 53,8 mètres (soit176 ft et 6 inches) de longueur.

## Gouvernance locale
Avant l’année 1882, le gouvernement local a été assuré en premier par le Tutarau Wardens, puis par le Tutarau Road Board.
Le 29 mars 1892, un Town Board nouvellement installé prit en charge l’administration du gouvernement local des affaires de la ville et la représentation pour la ville des 70 personnes imposables.
Les affaires de la ville restèrent sous l’administration du Town Board jusqu’en 1895, quand elles passèrent au Mataura Borough Council.
En 1989, le Mataura Borough Council fut fusionné dans le cadre du Gore District Council.

### Maires
- Thomas Culling - 1895 à 1897. Avant que la ville ne devienne un borough’, il fut le premier maire à avoir été directeur d’un town board.
- Hugh Cameron
- Thomas MacGibbon
- John Lowden - 1903 à 1906
- John Galt - 1906 à 1909
- Andrew Balneaves - 1909 à 1912
- Forrest William Brown - 1915 à 1917
- Charles Donohue McConnell - 1919 à 1935, 1938 à 1950
- John Buchanan - 1935 à 1938
- James William Ingram - 1950 à 1959
- Malcolm Tulloch - 1959 à 1962
- S.I.L (Logie) McKelvie - 1962 à 1970
- Keith Raymond Henderson - 1970 à 1982
- Ian (Inky) Tulloch (en) - 1982 à 1989. Le dernier maire de la ville avant qu’elle ne devienne une partie du Conseil du District de Gore.

## Éducation
Les enfants reçoivent leur éducation primaire dans l’école de ‘Mataura Primary School’.
Les enfants d’âge intermédiaire ou secondaire sont transférés en bus vers la ville de Gore pour y continuer leur éducation.

## Installations
La ville a eu une piscine ouverte dès 1956.

## Fourniture d’électricité
À cause des surplus de capacité de génération de courant, l’usine de congélation a fourni depuis 1905 ses surplus d’électricité à la ville proche de Gore, alors que du fait de la situation financière de la ville, les résidents de ‘Mataura’ en était toujours à l’utilisation des chandelles et des lampes à kérosène.
Ce ne fut qu’en 1911, que le Conseil du Borough a pu obtenir un accord avec l’usine de congélation pour qu’elle augmente sa capacité de génération du courant pour fournir aussi la prise en charge de la ville de Mataura.
Après avoir fait un emprunt pour financer l’augmentation des capacités et l’installation d’un système de distribution tout autour de la ville, la première fourniture d’énergie a commencé le 5 octobre 1912.
Mataura a acquis sa propre indépendance énergétique seulement en 1932, quand du fait des problèmes techniques, il devint impossible à l’usine de refroidissement de continuer à fournir la ville.
Il en résulta, que le conseil du borough accepta une offre de vente de leur système de fourniture de courant au ‘Southland Electric Power Board’, qui prit la responsabilité de la fourniture de la ville par son réseau de distribution.

## Activités
Mataura avait un abattoir et jusqu’en 2000 était le site d’une importante activité de fabrication de Pâte à papier.

### L’usine laitière de Mataura
En janvier 1887, une compagnie fut formée pour la construction et faire fonctionner une laiterie. Après s’être procuré des terrains, une usine fut construite et mise en service en novembre de cette année-là. L’eau utilisée pour de traitement du lait et la fabrication des fromages était obtenue à partir d’une source privée, alors que l’énergie était fournie par une machine à vapeur alimentée par le lignite d’origine locale.
Ce ne fut pas avant 1917, que l’usine fut convertie à l’énergie électrique, partir du réseau de distribution local. Vers le début des années 1970, la compagnie se trouva en difficultés financières et elle ferma en mai 1980, quand les processus de traitement du lait dans le secteur furent concentrés au niveau de l’usine de lait de la ville d’Edendale.

### Le moulin à papier de Mataura
Au milieu des années 1870, une compagnie menée par ‘James Bain’ fut formée dans la ville d’Invercargill pour établir un moulin à papier sur la rive est, en aval des chutes de ‘ Mataura’ en utilisant l’eau collectée en amont des chutes pour fournir de l’énergie à bon marché pour les machines de fabrication de la pulpe à papier.
La compagnie avait installé initialement des machines obsolètes de seconde main, menant au fait que le moulin ne pouvait pas générer de profits et en 1884, elle fut vendue à la société ‘Coulls Culling and Co’ basée à Dunedin.
Vers 1888, sous la direction de ‘Thomas Culling’, la compagnie installa une nouvelle machinerie.
En 1891, le moulin à papier et l’usine frigorifique travaillèrent ensemble pour construire un déversoir avec un canal d’amenée d’eau pour améliorer la fourniture d’eau pour leurs générateurs d’hydro-électricité respectifs.
En 1892, le moulin devint profitable, et en 1895, l’usine de papier employait une équipe de 54 personnes.
Vers 1905, comme moyen de mettre fin à une guerre des prix sans profit entre la ‘ Mataura Falls Paper Mill’, la’ Otago Paper Mills’ située à ‘Woodhaugh’ près de Dunedin et la ‘Riverhead Paper Mills’ d' Auckland, ces trois compagnies fusionnèrent en une nouvelle compagnie appelée ‘New Zealand Paper Mills’.
En 1913, le moulin fut sévèrement endommagé par une inondation majeure, qui prit un mois à se réparer.
En 1923, une seconde machine pour fabriquer le papier désigné comme la No.3 fut transférée à partir de l’usine de ‘Riverhead (qui en conséquence fut fermée) pour se joindre à la machine No.2, qui jusque-là avait été seule machine du moulin à papier.
À la même époque, une nouvelle machine désignée comme la No.4 fut installée.
En 1936, une nouvelle machine pour la fabrication du papier, désignée comme la No.5 fut installée.
En 1960, la société ‘Fletchers Ltd’ acheta des intérêts dans la compagnie.
Il en résulta de l’injection de nouveaux capitaux, que le moulin fut complètement modernisé.
En 1964, NZ Forest Products prit 30 % des parts dans la compagnie avec Fletchers, qui en avait aussi 30 %.
Le 8 juillet 1970, NZ Forest Products prit le contrôle complet de la propriété de la société ‘ New Zealand Paper Mills’.
En 1976, l’usine de papier célébra l’anniversaire de ses 100 ans, et en|1990, le moulin possession de ‘NZ Forest Products’, est devenu une division de ‘Elder Resources’, jusqu’à avoir été repris par Carter Holt Harvey (en) en 1991.
Entre 1984 et 1991, du fait de la mise à niveau et l’efficience avec des gains en productivité, l’activité a augmenté de 25 % avec une équipe de 216 employé à la fin de la période.
Vers 1997, le moulin produisait approximativement 2 500 tonnes de papier par an.
L’équipement du moulin dynamisé et énergisé par une combinaison de la production sur le site d’électricité d’origine hydro-dynamique, d’une machine à vapeur marchant avec le charbon produit locale et un supplément apporté par le réseau électrique local.
À la fin du 20e siècle, le moulin fut mis en pression importante par des compétiteurs asiatiques, qui avaient fait baisser le prix mondial du papier et il en résulta pour le moulin une perte de un million de NZ$ par an.
Face aux pertes et les prévisions pessimistes, il ne put continuer continuer ainsi et avec une contribution de l’usine qui était de seulement 3 % de la production en volume de la société ‘Carter Harvey Holt, la compagnie ferma le moulin le 18 août 2000 avec 155 personnels de l’équipe, qui furent mis au chômage.

### Le moulin à blé de Mataura Flour Mill
Comme un résultat des problèmes redoutés par les citoyens locaux à propos d’un devenir du moulin à papier, des propositions pour sécuriser les droits d’exploitation de tout le potentiel électrique des chutes, les propriétaires de l’usine de papier obtinrent l’accord favorable de construire un moulin à grain sur la rive ouest de la rivière.
Les trois pierres des meules furent activées par une roue à aubes mue par l’eau du fleuve.
Mais rapidement, le moulin à grain fut démoli dès 1893 pour faire place à l’une des pièces froides de l’usine de refroidissement.

### L’usine de réfrigération à Mataura
La Southland Frozen Meat And Produce Export Company (qui a été établie en 1882) acheta les terres sur la berge ouest de la rivière à partir du domaine de Thomas Culling (le propriétaire principal de l’usine de papier de Mataura Paper Mills) sur lesquelles ils construisirent et ouvrirent le deuxième abattoir avec congélation du Southland.
À cette époque, les fermiers éleveurs de moutons de l’est de la région du Southland avaient tendance à envoyer leur bétail par le rail à Dunedin pour l’abattage et il fut considéré qu’une nouvelle usine pourrait être compétitive pour leur activité commerciale.
L’installation ouvrit le 21 avril 1893, avec les activités de congélation commençant 4 jours plus tard.
Le complexe de la machinerie fut mobilisé par l’électricité fournie par un générateur hydraulique activé par l’eau déroutée à partir des chutes.
Une machine à vapeur fournissant le complément d’énergie en arrière-plan.
Dès le début de mai, la production avait atteint 300 carcasses par jour.
Le complexe à l’époque de son ouverture était caractérisé par trois chambres froides, chacune capable de contenir 600 carcasses.
La zone de stockage pouvait ainsi accueillir 16 000 carcasses, capacité, qui en 1897 avait augmenté à 24 000 carcasses.
Vers 1905, 40 à 50 personnes étaient employées au niveau de l’usine
En 1931, une nouvelle direction d’abattage fut installée dans le complexe.
Pendant la saison allant de 1947 à 1948, l’abattoir se modifia, passant du modèle d’une boucherie individuelle à un système d’abattage à la chaîne, allant jusqu’au stockage. Alors que précédemment, un homme prenait la responsabilité des activités de boucherie d’un animal du début à la fin, avec le système en chaîne, un homme était limité à une seule tâche. Comparé avec le système précédent où les travailleurs étaient des résidents permanents de la ville, le système d’abattage à la chaîne conduisit à l’augmentation du nombre de saisonniers, qui ne vinrent vivre dans la ville que durant la saison d’abattage.
En 1982, une installation au méthane fut mise en place permettant au complexe de fournir plus d’énergie électrique que sa demande propre.
Après une série de reprises, l’usine de Mataura devint la propriété de la société Alliance Group (en) Limited en 1989.
L’usine actuellement assure le traitement des agneaux, moutons, bétail divers et en particulier de carcasses de veaux mais du fait de son développement intensif et de son expansion à travers toute son histoire, l'usine s’est étendue sur une certaine distance le long de la berge de la rivière, prise en sandwich entre celle-ci et la route State Highway 1.

### Fabrication de cartonnage
En 1997, la société ‘ Rayonier NZ limited’ ouvrit sur un site encore 'vert', une installation de fabrication de cartonnage de moyenne densité (MDF) au niveau de ‘Brydone’, à 8 kilomètres au sud de ‘Mataura’.
L’installation fut ensuite achetée par la société ‘Dongwha’ en 2005.
Renommée ‘Patinna mill’, elle s’est spécialisée dans la production de carton fins et de haute densité avec 90 % de sa production pour l’exportation.

## Citoyens notables
- Justin Marshall - All Black demi d'ouverture
- Jimmy Cowan - All Black demi d'ouverture
- Dame Lois Muir (en) -Coach de l'équipe de Nouvelle-Zélande de netball[23]

## Cardigan Bay
Mataura est aussi le lieu de naissance de la lignée de chevaux issus de Cardigan Bay (en), le fameux cheval de course de la Nouvelle-Zélande. Cardigan Bay fut le premier pur-sang ‘standardbred’ à gagner 1 000 000 $.

## Autres lectures
- Mataura - City of the Falls, Mataura, D.C.W Muir, 1991, 504 pages

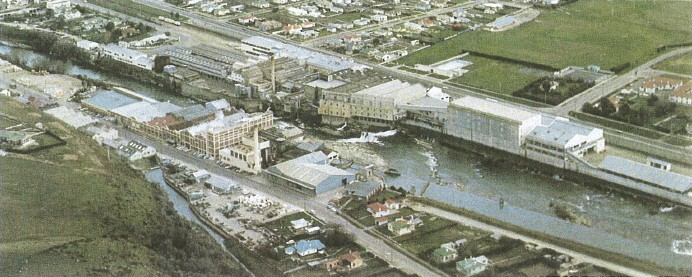
La grande usine à papier de Mataura en 1982, un ancien pierre angulaire de l’industrie locale

- Paul Sorrell, Murihiku – The Southland Story, Invercargill, Southland, 2006, 424 pages (ISBN 0-473-11530-1)
- Williams, Jolene. The Business History of the Mataura Paper Mills 1976 to 2000. http://www.sapphire.ac.uk/Mataura%20history%20report.pdf consulté le 25 juin 2010.
- Mataura Ensign 1887. A Visit to the Mataura Works. Consulté le 25 juin 2010. http://paperspast.natlib.govt.nz/cgi-bin/paperspast?a=d&d=ME18970320.2.12&l=mi&e=-------10--1----2-all

- New Zealand Gazetteer